# 国民議会 (セーシェル)
国民議会（こくみんぎかい、英語: National Assembly、フランス語: Assemblée Nationale）は、セーシェルの立法府である。

## 概要
一院制、定数35、任期5年。
小選挙区比例代表並立制で選出される。